# Sentido (House)
Sentido (en inglés: "Meaning") es el primer episodio de la tercera temporada de House y el 47° episodio en general. Se emitió en Fox el 5 de septiembre de 2006.

## Sinopsis
House, todavía beneficiándose de su coma inducido por ketamina, es visto corriendo y sin dolor, se ha recuperado de múltiples heridas de bala y está de vuelta en el trabajo, asumiendo dos casos simultáneamente. El primero es Richard, que ha estado paralizado y no puede hablar desde que se sometió a una operación de cáncer de cerebro ocho años antes, y se lanzó con su silla de ruedas a una piscina. La segunda es Caren, una joven misteriosamente paralizada del cuello para abajo después de una sesión de yoga, a pesar de que no hay evidencia de lesión en el cuello o la columna. Cuddy y Wilson están convencidos de que House está creando un misterio a partir del caso de Richard para curar su propio aburrimiento.
House concluye que Caren está fingiendo la parálisis y trata de probarlo quemándole el pie, lo que hace que mueva la pierna por reflejo. Cuando le falta el aire, House la vuelve a acusar de fingir y amenaza con clavarle una enorme aguja en la espalda. Él nota las venas de su cuello hinchadas y le clava la aguja en el pecho para descubrir que la sangre se está acumulando alrededor de su corazón. House insiste en abrirla para encontrar el tumor que cree que está allí. Antes de la cirugía, nota una uña descolorida y la diagnostica con escorbuto.
House ordena una ecografía endoscópica superior para Richard, pero Foreman objeta que su garganta colapsará; lo hace, y Richard casi muere. House ordena una resonancia magnética del cerebro con fuertes dosis de contraste, y Foreman le dice que provocará una hemorragia en el cerebro de Richard. Las predicciones de Foreman son ciertas y Richard casi muere de nuevo.
Mientras corre de noche, House plantea la hipótesis de que un desequilibrio en la producción de corticosteroides en la glándula suprarrenal de Richard es la causa de la parálisis, lo que apunta a la enfermedad de Addison.
Aunque prohibió a House tratar a Richard, Cuddy le aplica a este último una inyección de cortisol después de que le dan de alta. Segundos después, Richard se levanta de su silla de ruedas y abraza a su familia. Wilson se opone a decirle a House lo que pasó con el paciente, pues tener la razón no significa tener derecho a hacer cualquier cosa con el paciente según las suposiciones de House. Cuddy argumenta que verá a House todos los días, Wilson cierra con "Todo el mundo miente". House falsifica una receta con la libreta de Wilson, lo que indica que el dolor en la pierna está regresando.

## Diagnóstico
Richard tenía la enfermedad de Addison.
Caren tenía escorbuto.